# Copa FIFA Confederaciones 1999
La Copa FIFA Confederaciones 1999 fue la cuarta versión de la Copa FIFA Confederaciones, realizada entre el 25 de julio y el 4 de agosto de 1999, en México. Fue la última Copa FIFA Confederaciones de la década de 1990 y del siglo XX.
El torneo fue ganado por México, que derrotó en la final a Brasil 4-3. Fue la primera ocasión en que una selección absoluta de Concacaf obtuvo un título internacional avalado por la FIFA, sin incluir su respectivo torneo continental.

## Organización

### Sedes
Las sedes de este torneo fueron:
| Guadalajara       | Ciudad de México   |
| ----------------- | ------------------ |
| Estadio Jalisco   | Estadio Azteca     |
| Capacidad: 56 713 | Capacidad: 110 000 |
|                   |                    |

### Árbitros
- Coffi Codjia
- Óscar Ruiz
- Young-Joo Kim
- Brian Hall
- Gilberto Alcalá
- Ubaldo Aquino
- Anders Frisk

## Equipos participantes
Los ocho participantes de este torneo son invitados oficialmente por la FIFA. Estos corresponden, en general, a los campeones de los diversos torneos internacionales.
En cursiva, los equipos debutantes en el torneo.
| Confederación                            | Selección      | Vía de clasificación                                                   |
| ---------------------------------------- | -------------- | ---------------------------------------------------------------------- |
| Anfitrión                                | México         | Organizador del torneo y campeón de la Copa de Oro de la Concacaf 1998 |
| FIFA                                     | Brasil         | Subcampeón de la Copa Mundial de Fútbol de 1998                        |
| UEFA (Europa)                            | Alemania       | Campeón de la Eurocopa 1996                                            |
| Conmebol (Sudamérica)                    | Bolivia        | Subcampeón de la Copa América 1997                                     |
| Concacaf (Norte, Centroamérica y Caribe) | Estados Unidos | Subcampeón de la Copa de Oro de la Concacaf 1998                       |
| AFC (Asia)                               | Arabia Saudita | Campeón de la Copa Asiática 1996                                       |
| CAF (África)                             | Egipto         | Campeón de la Copa Africana de Naciones 1998                           |
| OFC (Oceanía)                            | Nueva Zelanda  | Campeón de la Copa de las Naciones de la OFC 1998                      |

### Sorteo
| Bombo 1                                                                                          | Bombo 2                                                          | Bombo 3                                      |
| ------------------------------------------------------------------------------------------------ | ---------------------------------------------------------------- | -------------------------------------------- |
| México (Anfitrión, asignado al Gpo. A) Brasil (Subcampeón del mundo vigente, asignado al Gpo. B) | Bolivia (Asignado al Gpo. A) Estados Unidos (Asignado al Gpo. B) | Alemania Arabia Saudita Egipto Nueva Zelanda |

## Resultados

### Primera fase

#### Grupo A
| Equipo         | Pts | PJ | PG | PE | PP | GF | GC | Dif |
| -------------- | --- | -- | -- | -- | -- | -- | -- | --- |
| México         | 7   | 3  | 2  | 1  | 0  | 8  | 3  | 5   |
| Arabia Saudita | 4   | 3  | 1  | 1  | 1  | 6  | 6  | 0   |
| Bolivia        | 2   | 3  | 0  | 2  | 1  | 2  | 3  | -1  |
| Egipto         | 2   | 3  | 0  | 2  | 1  | 5  | 9  | -4  |

| 25 de julio de 1999, 12:00 | Bolivia                    | 2:2 (2:1) | Egipto                | Estadio Azteca, Ciudad de México                         |                                                          |
|                            | Gutiérrez 21' · Ribera 40' | Reporte   | Sabry 8' · Radwan 63' | Asistencia: 85 000 espectadores Árbitro(s): Anders Firsk | Asistencia: 85 000 espectadores Árbitro(s): Anders Firsk |

| 25 de julio de 1999, 14:30 | México                                  | 5:1 (3:0) | Arabia Saudita       | Estadio Azteca, Ciudad de México                       |                                                        |
|                            | Blanco 12', 19', 68', 77' · Abundis 21' | Reporte   | Al-Temyat 62' (pen.) | Asistencia: 85 000 espectadores Árbitro(s): Óscar Ruiz | Asistencia: 85 000 espectadores Árbitro(s): Óscar Ruiz |

| 27 de julio de 1999, 18:00 | Arabia Saudita | 0:0     | Bolivia | Estadio Azteca, Ciudad de México                       |                                                        |
|                            |                | Reporte |         | Asistencia: 65 000 espectadores Árbitro(s): Brian Hall | Asistencia: 65 000 espectadores Árbitro(s): Brian Hall |

| 27 de julio de 1999, 20:30 | México                  | 2:2 (2:0) | Egipto                         | Estadio Azteca, Ciudad de México                          |                                                           |
|                            | Pardo 15' · Abundis 26' | Reporte   | A. Hassan 79' · S. Ibrahim 85' | Asistencia: 65 000 espectadores Árbitro(s): Kim Young-Joo | Asistencia: 65 000 espectadores Árbitro(s): Kim Young-Joo |

| 29 de julio de 1999, 18:00 | Egipto                | 1:5 (0:2) | Arabia Saudita                                | Estadio Azteca, Ciudad de México                          |                                                           |
|                            | S. Ibrahim 70' (pen.) | Reporte   | Al-Otaibi 8', 34', 78', 85' · Al-Shahrani 64' | Asistencia: 15 000 espectadores Árbitro(s): Ubaldo Aquino | Asistencia: 15 000 espectadores Árbitro(s): Ubaldo Aquino |

| 29 de julio de 1999, 20:30 | México       | 1:0 (0:0) | Bolivia | Estadio Azteca, Ciudad de México                       |                                                        |
|                            | Palencia 52' | Reporte   |         | Asistencia: 75 000 espectadores Árbitro(s): Óscar Ruiz | Asistencia: 75 000 espectadores Árbitro(s): Óscar Ruiz |

#### Grupo B
| Equipo         | Pts | PJ | PG | PE | PP | GF | GC | Dif |
| -------------- | --- | -- | -- | -- | -- | -- | -- | --- |
| Brasil         | 9   | 3  | 3  | 0  | 0  | 7  | 0  | 7   |
| Estados Unidos | 6   | 3  | 2  | 0  | 1  | 4  | 2  | 2   |
| Alemania       | 3   | 3  | 1  | 0  | 2  | 2  | 6  | -4  |
| Nueva Zelanda  | 0   | 3  | 0  | 0  | 3  | 1  | 6  | -5  |

| 24 de julio de 1999, 12:00 | Brasil                                          | 4:0 (0:0) | Alemania | Estadio Jalisco, Guadalajara                                |                                                             |
|                            | Zé Roberto 62' · Ronaldinho 72' · Alex 86', 87' | Reporte   |          | Asistencia: 60 000 espectadores Árbitro(s): Gilberto Alcalá | Asistencia: 60 000 espectadores Árbitro(s): Gilberto Alcalá |

| 24 de julio de 1999, 14:30 | Nueva Zelanda | 1:2 (0:1) | Estados Unidos             | Estadio Jalisco, Guadalajara                              |                                                           |
|                            | Zoricich 90'  | Reporte   | McBride 25' · Kirovski 58' | Asistencia: 60 000 espectadores Árbitro(s): Ubaldo Aquino | Asistencia: 60 000 espectadores Árbitro(s): Ubaldo Aquino |

| 28 de julio de 1999, 18:00 | Alemania                 | 2:0 (2:0) | Nueva Zelanda | Estadio Jalisco, Guadalajara                             |                                                          |
|                            | Preetz 6' · Matthäus 33' | Reporte   |               | Asistencia: 42 000 espectadores Árbitro(s): Coffi Codija | Asistencia: 42 000 espectadores Árbitro(s): Coffi Codija |

| 28 de julio de 1999, 20:30 | Brasil         | 1:0 (1:0) | Estados Unidos | Estadio Jalisco, Guadalajara                             |                                                          |
|                            | Ronaldinho 13' | Reporte   |                | Asistencia: 54 000 espectadores Árbitro(s): Anders Frisk | Asistencia: 54 000 espectadores Árbitro(s): Anders Frisk |

| 30 de julio de 1999, 18:00 | Estados Unidos        | 2:0 (1:0) | Alemania | Estadio Jalisco, Guadalajara                                |                                                             |
|                            | Olsen 23' · Moore 50' | Reporte   |          | Asistencia: 53 000 espectadores Árbitro(s): Gilberto Alcalá | Asistencia: 53 000 espectadores Árbitro(s): Gilberto Alcalá |

| 30 de julio de 1999, 20:30 | Nueva Zelanda | 0:2 (0:0) | Brasil                            | Estadio Jalisco, Guadalajara                              |                                                           |
|                            |               | Reporte   | Marcos Paulo 47' · Ronaldinho 88' | Asistencia: 53 000 espectadores Árbitro(s): Young-Yoo Kim | Asistencia: 53 000 espectadores Árbitro(s): Young-Yoo Kim |

### Segunda fase
|  | Semifinales                    | Semifinales |                                |   | Final | Final |
|  |                                |             |                                |   |       |       |
|  | 1 de agosto - Ciudad de México |             |                                |   |       |       |
|  |                                |             |                                |   |       |       |
|  | México (t.s.)                  | 1           |                                |   |       |       |
|  | México (t.s.)                  | 1           | 4 de agosto - Ciudad de México |   |       |       |
|  | Estados Unidos                 | 0           |                                |   |       |       |
|  | Estados Unidos                 | 0           | México                         | 4 |       |       |
|  | 1 de agosto - Guadalajara      |             | México                         | 4 |       |       |
|  |                                | Brasil      | 3                              |   |       |       |
|  | Brasil                         | Brasil      | 3                              | 8 |       |       |
|  | Brasil                         |             |                                | 8 |       |       |
|  | Arabia Saudita                 | 2           |                                |   |       |       |
|  | Arabia Saudita                 | 2           | Partido por el tercer puesto   |   |       |       |
|  |                                |             |                                |   |       |       |
|  | 3 de agosto - Guadalajara      |             |                                |   |       |       |
|  |                                |             |                                |   |       |       |
|  | Estados Unidos                 | 2           |                                |   |       |       |
|  | Estados Unidos                 | 2           |                                |   |       |       |
|  | Arabia Saudita                 | 0           |                                |   |       |       |

#### Semifinales
| 1 de agosto de 1999, 12:00 | México     | 1:0 (0:0, 0:0) (t. s.) | Estados Unidos | Estadio Azteca, Ciudad de México                          |                                                           |
|                            | Blanco 97' | Reporte                |                | Asistencia: 82 000 espectadores Árbitro(s): Kim Young-Joo | Asistencia: 82 000 espectadores Árbitro(s): Kim Young-Joo |

| 1 de agosto de 1999, 15:00 | Brasil                                                                                  | 8:2 (4:2) | Arabia Saudita     | Estadio Jalisco, Guadalajara                           |                                                        |
|                            | João Carlos 8' · Ronaldinho 11', 65', 90+2' · Zé Roberto 33' · Alex 36', 86' · Roni 62' | Reporte   | Al-Otaibi 22', 31' | Asistencia: 48 000 espectadores Árbitro(s): Óscar Ruiz | Asistencia: 48 000 espectadores Árbitro(s): Óscar Ruiz |

#### Tercer lugar
| 3 de agosto de 1999, 21:00 | Estados Unidos          | 2:0 (1:0) | Arabia Saudita | Estadio Jalisco, Guadalajara                              |                                                           |
|                            | Bravo 28' · McBride 80' | Reporte   |                | Asistencia: 38 000 espectadores Árbitro(s): Ubaldo Aquino | Asistencia: 38 000 espectadores Árbitro(s): Ubaldo Aquino |

#### Final
| 4 de agosto de 1999, 21:00 | México                                     | 4:3 (2:1) | Brasil                                   | Estadio Azteca, Ciudad de México                          |                                                           |
|                            | Zepeda 12', 51' · Abundis 28' · Blanco 62' | Reporte   | Serginho 44' · Roni 47' · Zé Roberto 63' | Asistencia: 110 000 espectadores Árbitro(s): Anders Frisk | Asistencia: 110 000 espectadores Árbitro(s): Anders Frisk |

|                            |
| Bandera de México          |
| Campeón México 1.er título |

## Estadísticas

### Tabla general
A continuación se muestra la tabla de posiciones segmentada acorde a las fases alcanzadas por los equipos 
| Pos. | Selección      | Gr. | Pts. | PJ | PG | PE | PP | GF | GC | Dif | Rend.  |
| ---- | -------------- | --- | ---- | -- | -- | -- | -- | -- | -- | --- | ------ |
| 1    | México         | A   | 13   | 5  | 4  | 1  | 0  | 13 | 6  | 7   | 86.67% |
| 2    | Brasil         | B   | 12   | 5  | 4  | 0  | 1  | 18 | 6  | 12  | 80%    |
| 3    | Estados Unidos | B   | 9    | 5  | 3  | 0  | 2  | 6  | 3  | 3   | 60%    |
| 4    | Arabia Saudita | A   | 4    | 5  | 1  | 1  | 3  | 8  | 16 | -8  | 26.67% |
| 5    | Alemania       | B   | 3    | 3  | 1  | 0  | 2  | 2  | 6  | -4  | 33.33% |
| 6    | Bolivia        | A   | 2    | 3  | 0  | 2  | 1  | 2  | 3  | -1  | 22.22% |
| 7    | Egipto         | A   | 2    | 3  | 0  | 2  | 1  | 5  | 9  | -4  | 22.22% |
| 8    | Nueva Zelanda  | B   | 0    | 3  | 0  | 0  | 3  | 1  | 6  | -5  | 0%     |

### Goleadores
| Jugador             | Selección      | Goles | Minutos |
| ------------------- | -------------- | ----- | ------- |
| Ronaldinho          | Brasil         | 6     | 376'    |
| Cuauhtémoc Blanco   | México         | 6     | 480'    |
| Marzouq Al-Otaibi   | Arabia Saudita | 6     | 315'    |
| Alex                | Brasil         | 4     | 310'    |
| Zé Roberto          | Brasil         | 3     | 344'    |
| José Manuel Abundis | México         | 3     | 408'    |

### Asistentes
| Jugador       | Selección | Asistencias | Minutos |
| ------------- | --------- | ----------- | ------- |
| Ronaldinho    | Brasil    | 4           | 376'    |
| Alex Mineiro  | Brasil    | 2           | 171'    |
| Hossam Hassan | Egipto    | 2           | 180'    |

## Premios y reconocimientos
Los siguientes premios y galardones fueron entregados por la FIFA al finalizar el torneo.

### Bota de oro
| Jugador           | Selección      | Goles | Asist. | Min. |
| ----------------- | -------------- | ----- | ------ | ---- |
| Ronaldinho        | Brasil         | 6     | 4      | 376' |
| Cuauhtémoc Blanco | México         | 6     | 1      | 480' |
| Marzouq Al-Otaibi | Arabia Saudita | 6     | 0      | 315' |

### Balón de oro
| Jugador           | Selección      |
| ----------------- | -------------- |
| Ronaldinho        | Brasil         |
| Cuauhtémoc Blanco | México         |
| Marzouq Al-Otaibi | Arabia Saudita |

### Premio al Juego Limpio
| País   |
| ------ |
| Brasil |